# Leandro (nombre)
Leandro es un nombre de origen griego, formado por λἐων ("león") y ἀνδρός (andros, "hombre", genitivo de ἀνήρ, aner). 
El registro más antiguo tiene carácter mitológico griego, en un mito de nombre "Hero y Leandro" un joven amante de una sacerdotisa que murió ahogado por amor.
El nombre Leandro para referirse a seres humanos es aplicable a varones.

## Santoral
Este nombre tiene como santoral el 27 de febrero y el 13 de noviembre. Ambos santorales están asociados a San Leandro, obispo de Sevilla, nacido en el año 534 en Cartagena (España), de una familia que tuvo a todos sus hijos santos, son conocidos como los 4 santos de Cartagena, murió un 13 de marzo de 596 en Sevilla (España).

## Persona
- Leandro N. Alem, fundador de la Unión Cívica Radical, político argentino.
- Leandro Díaz, compositor colombiano.
- Leandro Fernández de Moratín, dramaturgo y poeta español.
- Leandro Valle, militar y diputado liberal mexicano.
- Leandro Trossard, es un futbolista belga.
- Leandro Paredes, es un futbolista argentino.